# Valerij Korolëv
Valerij Nikolaevič Korolëv (in russo Валерий Николаевич Королёв?; Leningrado, 7 settembre 1965) è un ex cestista sovietico, dal 1991 russo.

## Carriera
Con l'Unione Sovietica ha disputato i Campionati mondiali del 1990.